# Pansarvapnet under andra världskriget
Andra världskriget var det krig då pansarvapnet undergick en snabb utveckling och fick sin moderna utformning. 

## Inledning-första världskriget
Stridsvagnar började användas under första världskriget av Storbritannien. Tanken var att de skulle bryta dödläget på västfronten och bryta igenom tyskarnas skyttegravar. De tidiga stridsvagnarna var dock mycket otympliga och långsamma, maxfarten uppgick endast till 6–7 kilometer i timmen. Detta gjorde de sårbara för såväl fientligt artilleri som handgranater kastade från skyttegravarna. Pansarvapnet fick därför inte något större genombrott under första världskriget. En annan försvårande faktor var att när stridsvagnarna väl gjort ett genombrott i skyttegravslinjen så stoppades det oskyddade infanteriet lätt upp av kvarvarande kulsprutenästen och artilleri. Detta ledde till att stridsvagnarnas erövringar gick om intet.
Stridsvagnar användes även av andra krigförande makter på västfronten men med samma resultat.

## Mellankrigstiden-långsam utveckling
På grund av Versaillesfördraget tilläts inte Tyskland ha en stående armé som var större än hundra tusen soldater. Fördraget innehöll även starka restriktioner mot Tyskland vad gäller stridsvagnar. Därför uteblev någon större utveckling av pansarvapnet i Tyskland under 1920-talet. I övriga världen var man i förhoppningen att första världskriget skulle bli den sista större konflikten i historien, därför nedrustade både Frankrike men framför allt Storbritannien sina arméer. Frankrike valde att förlita sig på Maginotlinjen och såg inget större behov av stridsvagnar annat än som understöd åt infanteri.
I den militärvetenskapliga litteraturen diskuterades stridsvagnens framtid flitigt. Mer kända av dessa författare var bland annat Charles de Gaulle och Heinz Guderian. Den senare förespråkade att stridsvagnar skulle användas som ett eget offensivt vapenslag inom armén. Koordinerat med flygunderstöd och motoriserat infanteri och artilleri utgjorde detta det så kallade blixtkriget som framgångsrikt användes av Tyskland i krigets inledning. Dessa teorier utmanade den existerande uppfattningen om att pansarvapnet endast skulle användas som understöd åt infanteri.
Konflikter som stridsvagnar användes i under mellankrigstiden var bland annat det spanska inbördeskriget men även det kinesisk-japanska kriget från 1937 och framåt. Stridsvagnar användes i båda konflikterna i tämligen ringa utsträckning, det var inte frågan om några större pansarslag utan stridsvagnar användes som understöd åt infanteri.

## 1939-1941 krigets inledning
Vid krigsutbrottet innehade Frankrike och Storbritannien var för sig betydligt fler stridsvagnar än Tyskland. Frankrikes och Storbritanniens stridsvagnar var också betydligt bättre bepansrade och utrustade med grövre beväpning. Standard kaliber på Frankrikes stridsvagnskanoner var 23,4 millimeter medan den endast var 20 millimeter på tyska kanoner (PZ II). Ungefär 1/3 av Tysklands stridsvagnar (PZ I) var vid krigets inledning fortfarande beväpnade med endast en kulspruta av typen MG 34 och ingen kanon.
Det som gjorde att Tyskland nådde framgång mot såväl Polen som Frankrike trots sin materiella och numerära underlägsen var hur stridsvagnarna användes. Som ovan nämnts använde tyskarna blixtkriget med stor framgång genom att koordinera vapenslagen till sin fulla effekt. Eftersom Tyskland använde sina stridsvagnar samlade kunde inte Storbritanniens och Frankrikes numerära överlägsenhet utnyttjas då deras stridsvagnar var uppdelade i mindre enheter som understödde infanteri. De få tillfällen som de västallierade, i detta skede av kriget, gick till offensiv med sina stridsvagnar slogs angreppen tillbaka med störtbombare (JU 87 stuka) och pansarvärnskanoner (tyskarna lärde sig att använda luftvärnskanonen Flak 88 som ett framgångsrikt motmedel mot stridsvagnar).